# Causse-et-Diège
Causse-et-Diège är en kommun i departementet Aveyron i regionen Occitanien i södra Frankrike. Kommunen ligger  i kantonen Capdenac-Gare som ligger i arrondissementet Villefranche-de-Rouergue. År 2022 hade Causse-et-Diège 783 invånare.

## Befolkningsutveckling
Antalet invånare i kommunen Causse-et-Diège
Referens: INSEE